# Aina Bestard
Aina Bestard Camps (Mallorca, 1981) és una il·lustradora balear. Il·lustradora formada en Disseny per l'ESDi i postgrau d'Il·lustració Creativa a EINA, és autora de llibres il·lustrats publicats en diferents països i pels quals ha rebut prestigiosos premis internacionals. El seu estil es caracteritza per ser detallista i alguns dels seus títols més representatius són Què s'amaga dins el bosc (Cossetània, 2015), Què s'amaga dins el mar? (Cossetània, 2016) i Què s'amaga dins el cos humà? (Cossetània, 2017), col·lecció d'àlbums en què crea detalls amagats que només es poden veure amb lupes de diferents colors. El seu últim àlbum il·lustrat, Naixements bestials (Zahorí de Ideas, 2018), permet descobrir el procés de gestació i naixement de diferents animals.